# Dvoukolejná trať

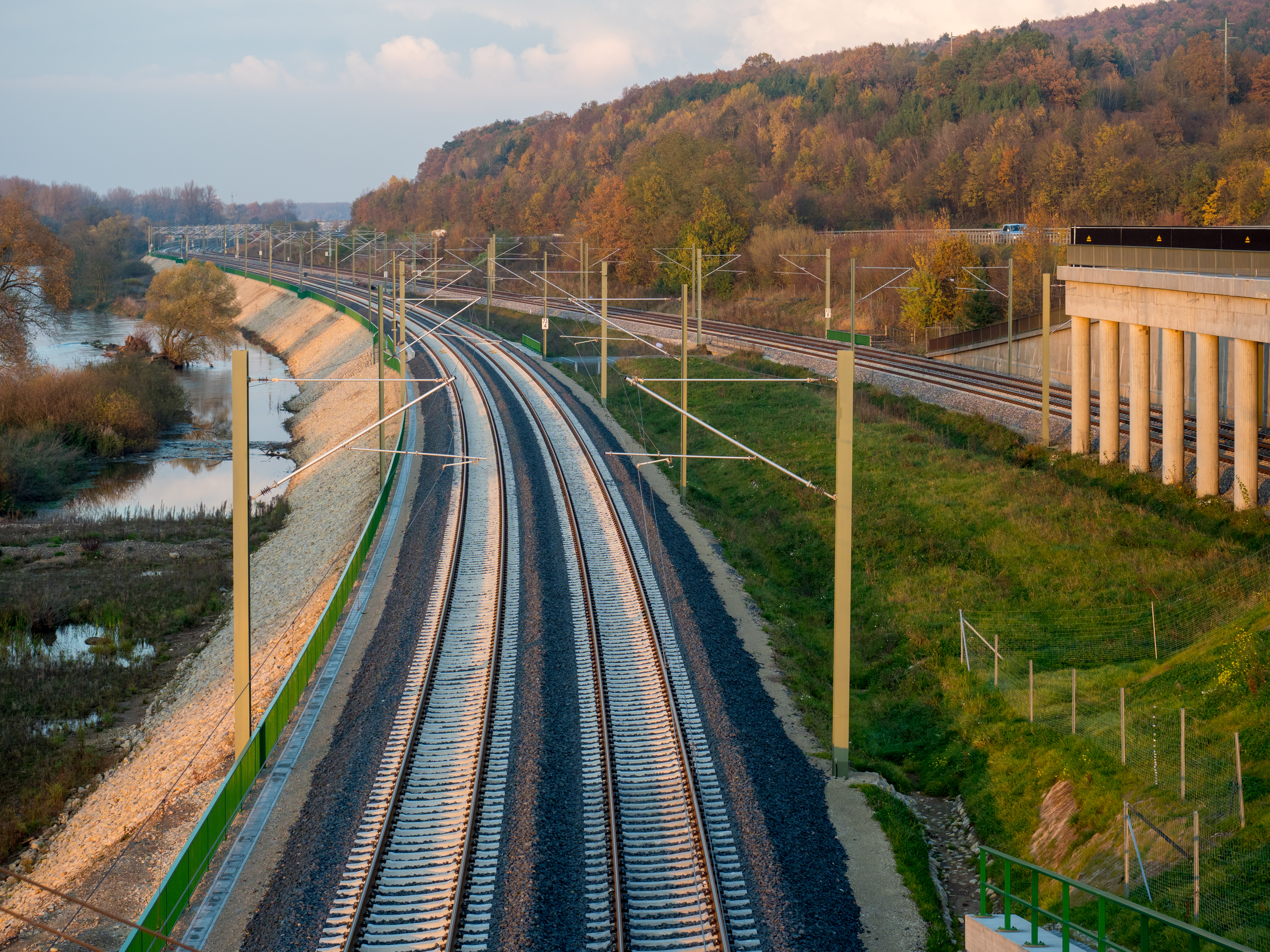
Dvoukolejná trať ICE u Mnichova

Dvoukolejná trať (možno psát též dvojkolejná) se skládá ze dvou zpravidla rovnoběžných kolejí, kde každá z nich může být pojížděna jedním nebo oběma směry. Hlavní předností oproti jednokolejné trati je vyšší kapacita (propustná výkonnost) a s tím související zjednodušení organizace provozu (není nutné křižování ve stanicích), a dále možnost zachování jednokolejného provozu při výluce jedné z kolejí.

## Osová vzdálenost
Důležitým parametrem dvou- a vícekolejných tratí je osová vzdálenost kolejí.
- Na tratích s rozchodem 1 435 mm se musí dodržet tyto minimální osové vzdáleností:
  - na širé trati v přímém úseku a v oblouku o poloměru větším než 300 m: 4 000 mm,
  - v železniční stanici:
    - v přímém úseku a v oblouku o poloměru větším než 300 m: 5 000 mm,
    - při rekonstrukci kolejiště, je-li nezbytně nutné, přímém úseku a v oblouku o poloměru větším než 300 m: 4 750 mm.
- Na tratích s rozchodem 760 mm: 3 500 mm.

Nejmenší poloměr oblouku na tratích s rozchodem 1 435 mm musí být:
- Na dráze celostátní:
  - na širé trati, zřizuje-li se nové drážní těleso: 500 m
  - na širé trati při rekonstrukci kolejiště: 300 m
  - v železniční stanici: 600 m
    - dopravní koleje na zhlaví: 300 m
    - manipulační koleje na zhlaví: 190 m
- Na dráze regionální:
  - na širé trati s rychlostí do 50 km/h: 190 m
  - na širé trati s rychlostí nad 50 km/h: 300 m
  - v železniční stanici: 600 m
    - v obloucích kolejových rozvětvení: 150 m
- Na vlečce: 190 m
  - s přihlédnutím k místním podmínkám smí být výjimečně i menší
- Na tratích s rozchodem 760 mm: 40 m[2]

Na zejména starších tramvajových tratích v některých místech, zejména obloucích, malá osová vzdálenost nezaručuje bezkolizní míjení protijedoucích tramvají, protože moderní normy pro tratě i vozy počítají s větším vybočením čel tramvají. V takových místech se pak vyznačuje traťovými značkami přednost pro jeden ze směrů, přičemž tzv. zákaz potkávání se může vztahovat buď na všechny typy tramvají, nebo jen na vyznačené typy. Obdobnými značkami může být označena i kolejová splítka nebo jednokolejná trať, kde se provoz řídí rozhledem.

## Zabezpečení jízd vlaků na železnici
Z hlediska zabezpečení provozu mohou být dvoukolejné tratě s jednosměrným zabezpečovacím zařízením nebo s obousměrným zabezpečovacím zařízením. V případě, že je trať vybavena obousměrným zabezpečovacím zařízením, je označována jako banalizovaná trať. Na banalizované trati mohou jezdit vlaky bez zvláštních opatření po obou kolejích v libovolném směru. Jede-li po banalizované koleji vlak proti obvyklému směru, nazývá se taková jízda „jízdou proti správnému směru“. Na trati, která banalizovaná není, se tato jízda nazývá „jízdou po nesprávné koleji“ a je zpravidla zabezpečena pouze telefonickým dorozumíváním a je využívána pouze ve výjimečných případech (např. výluka).

## Pravostranný a levostranný provoz
V Česku je na dvoukolejných železničních tratích už pouze pravostranný provoz (tj. podobně jako na silnici), výjimkou až do roku 2012 byla trať státní hranice s Rakouskem - Břeclav - Přerov - Bohumín, kde byl provoz levostranný. 9. prosince také tato trať přešla na pravostranný provoz.

## Tramvajové tratě
Tramvajové tratě se v Česku budují výhradně jako dvojkolejné s pravostranným provozem. Posledními dvěma z historických důvodů jednokolejnými tratěmi jsou tramvajová trať Liberec – Jablonec a tramvajová trať Ostrava-Poruba – Kyjovice-Budišovice. V dobách koněspřežné tramvaje bývaly tratě většinou jednokolejné s výhybnami, avšak s počátkem elektrického provozu se již začínaly stavět tramvajové tratě často jako dvojkolejné, zejména v centrech měst, pokud to umožňovaly prostorové podmínky. Zvláštností byla tramvajová trať od libereckého nádraží k centru Liberce, kde byl na dvojkolejném úseku již od počátku, tedy roku 1897, zaveden pravostranný provoz, ač silniční provoz byl až do roku 1939 levostranný.